# チャールズ・マクファーソン
チャールズ・マクファーソン（Charles McPherson、1939年7月24日 - ）は、アメリカ合衆国のジャズ・アルトサックス奏者である。ミズーリ州ジョプリン生まれ、ミシガン州デトロイトで育った。自身が率いるグループの演奏家としての活動、また1960年から1972年におけるチャールズ・ミンガスとの共演が、最も注目に値する。
チャールズ・マクファーソンは、映画『バード』サウンドトラック（1988年）に参加した。

## ディスコグラフィ

### リーダー・アルバム
- 『ビバップ・リヴィジテッド!』 - Bebop Revisited! (1965年、Prestige)
- 『コン・アルマ!』 - Con Alma! (1965年、Prestige)
- 『ザ・クインテット・ライヴ!』 - The Quintet/Live! (1967年、Prestige)
- From This Moment On! (1968年、Prestige)
- 『ホライゾンズ』 - Horizons (1969年、Prestige)
- McPherson's Mood (1969年、Prestige)
- 『チャールズ・マクファーソン』 - Charles McPherson (1971年、Mainstream)
- 『シク・ヤ・ビビ (デイ・オブ・ザ・レディ)』 - Siku Ya Bibi (Day of the Lady) (1972年、Mainstream)
- 『トゥデイズ・マン』 - Today's Man (1973年、Mainstream)
- 『ビューティフル!』 - Beautiful! (1975年、Xanadu)
- 『ライブ・イン・トーキョー』 - Live in Tokyo (1976年、Xanadu)
- 『ニュー・ホライゾンズ』 - New Horizons (1978年、Xanadu)
- 『フリー・バップ!』 - Free Bop! (1979年、Xanadu)
- The Prophet (1983年、Discovery)
- Follow the Bouncing Ball (1989年、Discovery)
- 『ブルーバード』 - Bluebird (1989年、Timeless) ※with デイヴ・パイク
- Illusions in Blue (1990年、Chazz Jazz)
- First Flight Out (1994年、Arabesque)
- Come Play With Me (1995年、Arabesque)
- Live at Vartan Jazz (1997年、Vartan)
- Manhattan Nocturne (1998年、Arabesque)[3]
- 『バット・ビューティフル』 - But Beautiful (2004年、Venus) ※with スティーヴ・キューン
- Charles McPherson with Strings (2005年、Clarion)
- The Journey (2015年、Capri)

### 参加アルバム
バリー・ハリス
- 『ニューワー・ザン・ニュー』 - Newer Than New (1961年、Riverside)
- Bull's Eye! (1968年、Prestige)
- Stay Right with It (1978年、Milestone)
- 『トーキョー:1976』 - Tokyo: 1976 (1980年、Xanadu)

チャールズ・ミンガス
- 『ミンガス』 - Mingus (1960年、Candid)
- 『ミンガス・アット・モンタレー』 - Mingus at Monterey (1964年、Jazz Workshop/Fantasy)
- 『ミュージック・リトゥン・フォー・モンタレー1965』 - Music Written for Monterey 1965 (1965年、Jazz Workshop)
- 『マイ・フェイヴァリット・クインテット』 - My Favorite Quintet (1965年、Jazz Workshop)
- 『直立猿人』 - Pithycanthropus Erectus (1971年、America)
- 『レット・マイ・チルドレン・ヒア・ミュージック』 - Let My Children Hear Music (1971年、Columbia)
- 『アンド・フレンズ・イン・コンサート』 - Charles Mingus and Friends in Concert (1972年、Columbia)（2 CD）
- 『ミンガス・アット・カーネギー・ホール』 - Mingus at Carnegie Hall (1974年、Atlantic)
- Reincarnation of a Lovebird (1974年、Prestige)
- 『サムシング・ライク・ア・バード』 - Something Like a Bird (1980年、Atlantic)
- The Complete Town Hall Concert (1983年、United Artists)
- The Complete Candid Recordings of Charles Mingus (1985年、Mosaic)
- 『シューズ・オブ・フィッシャーマンズ・ワイフ』 - Shoes of the Fisherman's Wife (1988年、Columbia)
- Live in Chateauvallon, 1972 (1989年、France's Concert) ※1972年録音
- 『イン・パリ1970』 - Charles Mingus in Paris: The Complete America Session (2006年、Sunnyside/DIW) ※1970年録音

その他
- ペッパー・アダムス : 『ペッパー・アダムス・プレイズ・チャーリー・ミンガス』 - Pepper Adams Plays the Compositions of Charlie Mingus (1964年、Workshop Jazz)
- 秋吉敏子 : 『ジャスト・ビバップ』 - Just Be Bop (1980年、Discomate)
- レイ・アップルトン : Killer Ray Rides Again (1996年、Sharp Nine)
- ジーニー&ジミー・チータム : Sweet Baby Blues (1985年、Concord Jazz)
- ケニー・ドリュー : 『フォー・シュア』 - For Sure! (1981年、Xanadu)
- クリント・イーストウッド : Eastwood After Hours: Live at Carnegie Hall (1997年、Warner Bros.)
- アート・ファーマー : 『ザ・メニー・フェイシズ・オブ・アート・ファーマー』 - The Many Faces of Art Farmer (1964年、Scepter)
- ライオネル・ハンプトン : 『ライヴ・アット・ニューポート'78』 - At Newport '78 (1980年、Timeless)
- エディ・ジェファーソン : 『カム・アロング・ウイズ・ミー』 - Come Along with Me (1969年、Prestige)
- エディ・ジェファーソン : There I Go Again (1980年、Prestige)
- ラモント・ジョンソン : New York Exile (1980年、Masterscores)
- ボビー・ジョーンズ : 『アライヴァル・オブ・ボビー・ジョーンズ』 - Arrival of Bobby Jones (1972年、Cobblestone)
- サム・ジョーンズ : 『セロ・アゲイン』 - Cello Again (1976年、Xanadu)
- ジミー・レイニー : The Complete Jimmy Raney in Tokyo (1988年、Xanadu)
- レッド・ロドニー : 『バード・リヴズ』 - Bird Lives! (1974年、Muse)
- ソニー・スティット & ドン・パターソン : Sonny Stitt/Don Patterson Vol. 2 (1998年、Prestige)
- チャールズ・トリヴァー : 『インパクト』 - Impact (1976年、Strata-East)
- チャーリー・パーカー : 『バード〜オリジナル・サウンドトラック』 - Bird (Original Motion Picture Soundtrack) (1988年、CBS)
- ドン・パターソン : Boppin' & Burnin' (1968年、Prestige)
- ドン・パターソン : Funk You! (1968年、Prestige)
- ラリー・ヴコヴィッチ : City Sounds, Village Voices (1982年、Palo Alto)
- ラリー・ヴコヴィッチ : Blues for Red (1985年、Hothouse)
- ディー・ディー・ブリッジウォーター : Prelude to a Kiss: The Duke Ellington Album (1996年、Phillips)